# デッド・リミット
『デッド・リミット』（原題: Diplomatic Siege/Enemy of My Enemy）は、1999年のアメリカ映画。日本では劇場未公開。

## あらすじ
エンジニアのスティーヴは息子クリスを連れ、ブカレストの米国大使館での仕事へ赴く。そこで、元恋人でプログラマーのエリカと再会を果たし喜ぶも、その直後に大使館がテロリストたちに襲撃される。大使やエリカを含む面々は人質とされ、米国が拘束するボスニアの戦犯ヴォイノビッチの釈放を求め、一味が1時間ごとに人質を殺すと脅迫する一方、セキュリティー室にいて難を逃れたスティーヴは隙を突いて脱走したエリカと合流し、ダクト沿いに地下室を目指すことにする。

## キャスト
| 役名                   | 俳優                       | 日本語吹替 | 日本語吹替 |
| 役名                   | 俳優                       | ソフト版 |            |
| ---------------------- | -------------------------- | --- | ---------- |
| スティーヴ・ミッチェル | ピーター・ウェラー         | 金尾哲夫 |            |
| エリカ・ロング         | ダリル・ハンナ             | 塩田朋子 |            |
| バック・スワイン       | トム・ベレンジャー         | 谷口節 |            |
| ゴラン                 | エイドリアン・ピンティー   | 水野龍司 |            |
| ヴォイノビッチ大佐     | ウーヴェ・オクセンクネヒト | 長克巳 |            |
| クリス・ミッチェル     | ジェレミー・レリオット     | 鈴木正和 |            |
| スタッブス             | ブライオン・ジェームズ     | 辻親八 |            |
| 役不明又はその他       |                            | 野沢由香里 星野充昭 藤原啓治 久保田民絵 寺内よりえ 河野智之 林佳代子 佐々木誠二 糸博 北川勝博 福田信昭 手塚秀彰 岩本裕美子 児玉孝子 浜田賢二 |            |
|                        |                            | |            |
| 翻訳                   | 税田春介                   | |            |
| 演出                   | 向山宏志                   | |            |
| 調整                   | 滝澤康                     | |            |
| 制作                   | プロセンスタジオ           | |            |

## スタッフ
- 監督 - グスタヴォ・グラフ・マリーノ
- 製作総指揮 - マーク・アミン、ブラド・ポーネスク
- 製作 - ピーター・エイブラムス、ロバート・L・レビ、ナタン・ザハビ
- 脚本 - ロバート・ボリス、マーク・アミン、ケヴィン・バーンハート、サム・バーナード
- 撮影 - スティーブン・ワックス
- 音楽 - テリー・プルメリ
- 編集 -